# Eugenia nodosa
Eugenia nodosa là một loài thực vật có hoa trong Họ Đào kim nương. Loài này được Engl. mô tả khoa học đầu tiên năm 1899.